# Базмен
Базмен (перс. بزمان) — вулкан на південному сході Ірану, в провінції Систан і Белуджистан.
Базмен - стратовулкан, заввишки 3490 метрів. Кратер досягає 500 м у діаметрі. Знаходиться за 180 км на північний захід від міста Захедан.
Вулкан переважно складений андезитами. З побічних конусів свого часу викидалася в'язка лава, що складалася з базальтів та олівінів. Дані породи можна зустріти на північному боці вулкана і прилеглій місцевості до нього. Спостерігається фумарольна активність. Історичні свідчення про виверження вулкана відсутні.